# Federația Română de Alpinism și Escaladă
La Federația Română de Alpinism și Escaladă (FRAE) è la federazione sportiva rumena, riconosciuta dal COSR, che si occupa di promuovere e sviluppare in Romania tre sport:
- arrampicata
- alpinismo
- sci alpinismo

## Organizzazioni a cui appartiene
- Comitato Olimpico e Sportivo Rumeno (COSR)
- International Federation of Sport Climbing (IFSC)
- International Ski Mountaineering Federation (ISMF)